# Карл II фон Лимпург-Гайлдорф
Карл II фон Лимпург-Гайлдорф-Шмиделфелд (на немски: Karl II Schenk zu Limpurg-Gaildorf-Schmidelfeld; * 13 ноември 1569; † 30 април 1631) е наследствен имперски шенк на Лимпург, господар на Гайлдорф в Шмиделфелд в Баден-Вюртемберг.

## Произход
Той е вторият син на имперски шенк Кристоф III Шенк фон Лимпург (1531 – 1574) и втората му съпруга Ева фон Лимпург-Шпекфелд (1544 – 1587), дъщеря на имперски шенк Карл I Шенк фон Лимпург (1498 – 1558) и Аделхайд фон Кирбург († 1580). Брат е на Албрехт III Шенк фон Лимпург (1568 – 1619) и Лудвиг Георг фон Лимпург-Гайлдорф (1571 – 1592).

## Фамилия
Карл II фон Лимпург-Гайлдорф-Шмиделфелд се жени на 24 септември 1594 г. за графиня Мария фон Кастел (* 3 април 1565, Рюденхаузен; † 9 юли 1634), дъщеря на граф Георг II фон Кастел (1527 – 1597) и София фон Лимпург-Шпекфелд (1535 – 1588), дъщеря на Карл I Шенк фон Лимпург (1498 – 1558) и графиня Отилия фон Шварцбург-Бланкенбург (1495 – 1542). Бракът е бездетен.